# Albet
Albet es una localidad perteneciente al municipio de Montferrer Castellbó, en la provincia de Lérida, comunidad autónoma de Cataluña, España. En 2023 contaba con 15 habitantes.